# Luise Stadler

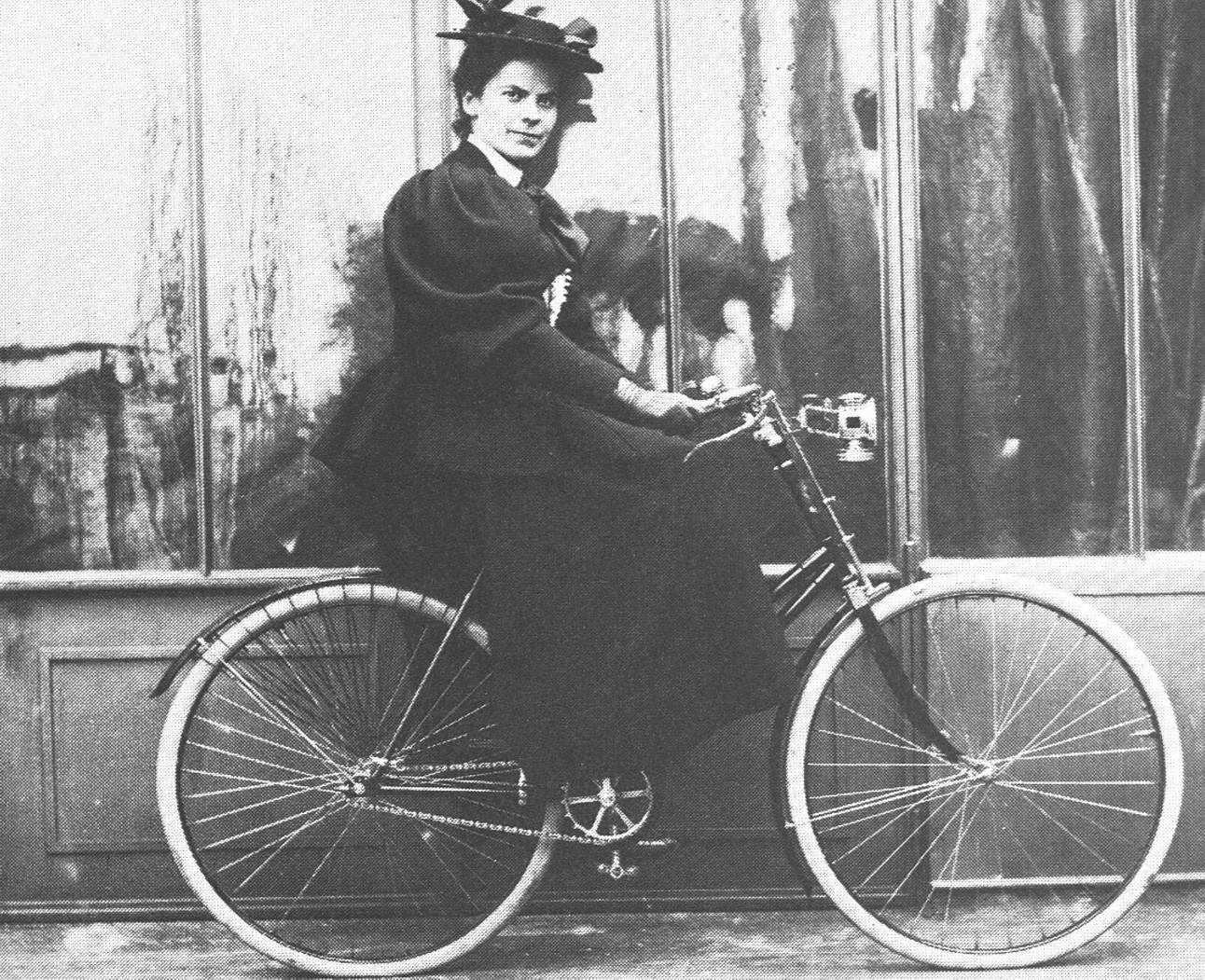
Luise Stadler auf dem Velociped in Frankfurt, 1896

Hortensia Luise Stadler (* 18. Mai 1864 in Zürich; † 9. Juli 1942 in Oberhofen am Thunersee) war eine Schweizer Malerin und Töpferin. Sie gründete 1899 Zürichs erste Kunstschule für Damen.

## Biografie
In Luise Stadlers Familie war sowohl Geld als auch Sinn für Kunst vorhanden: Ihr Vater, Karl Jakob Stadler, war Bankier; ihre Mutter, Katharina Wilhelmine Stadler-Vogel, war die Tochter des Historienmalers Ludwig Vogel. Luise Stadler wuchs in Zürich im Haus «zum oberen Schönenberg» an der Schönberggasse 15 auf, in welchem ihr Grossvater Ludwig Vogel sein Atelier hatte und bis zu seinem Tod 1879 lebte.
Ihre Kunstausbildung absolvierte Stadler in Italien, in Paris (bei Louis-Joseph-Raphaël Collins) und in Frankfurt am Main bei Ottilie Roederstein. Aus Frankfurt schickte sie 1896 die oben wiedergegebene Fotografie nach Hause: Das Velociped ermögliche es ihr, mit den Malerkollegen hinaus ins Grüne zur Arbeit zu fahren.
Stadler schuf Porträts und Stillleben. Sie stellte ihre Werke mehrmals im Zürcher Künstlerhaus aus, später im 1910 eröffneten Kunsthaus. An den Ausstellungen von 1908 und 1912 zeigte sie nicht mehr Gemälde, sondern Keramik.
Luise Stadler blieb unverheiratet und wohnte bis 1920 im elterlichen Haus. Die letzten zwei Jahrzehnte ihres Lebens verbrachte sie im Chalet «Haldengütli» in Oberhofen am Thunersee.

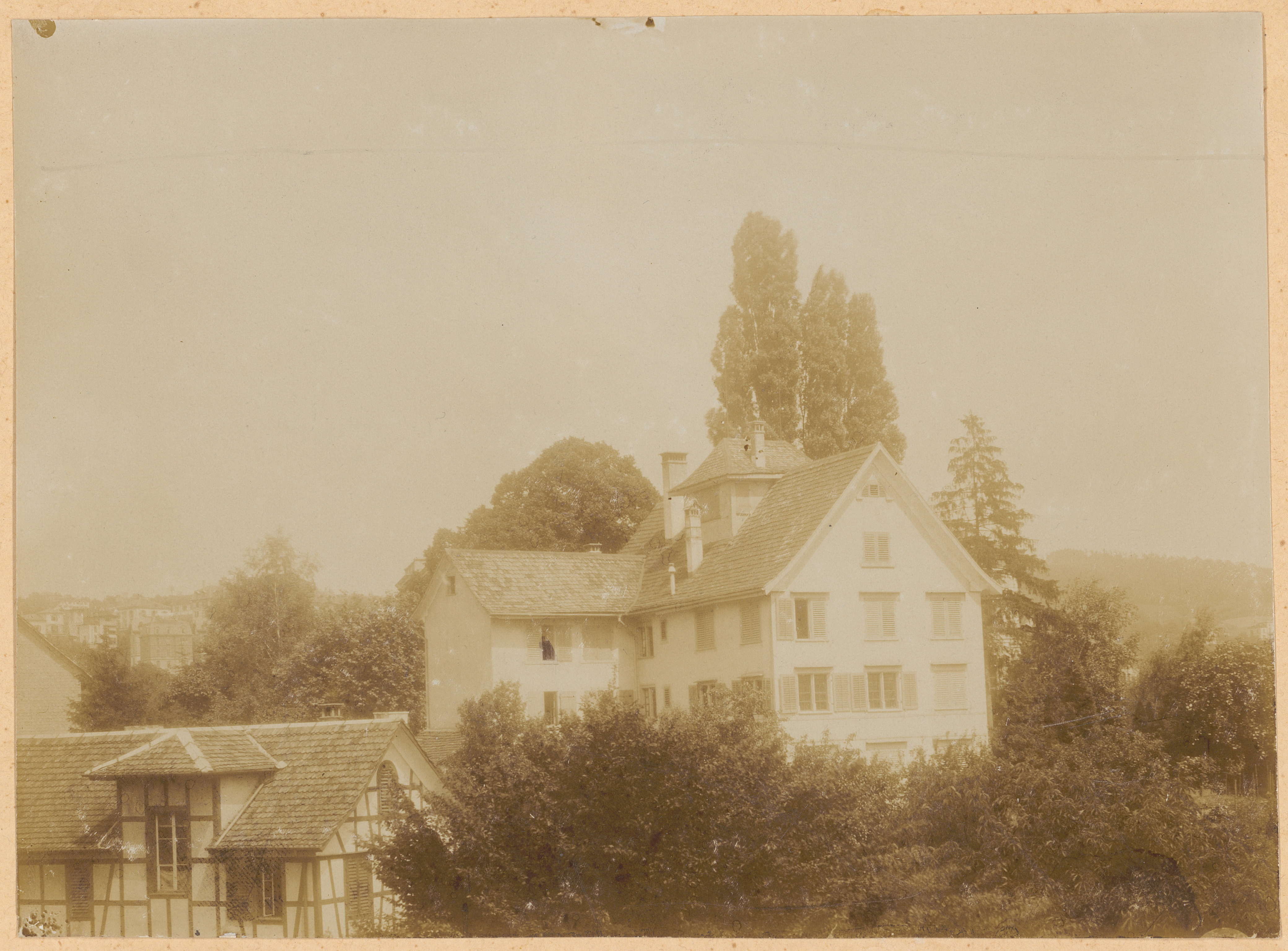
Das Haus «zum oberen Schönenberg» 1898
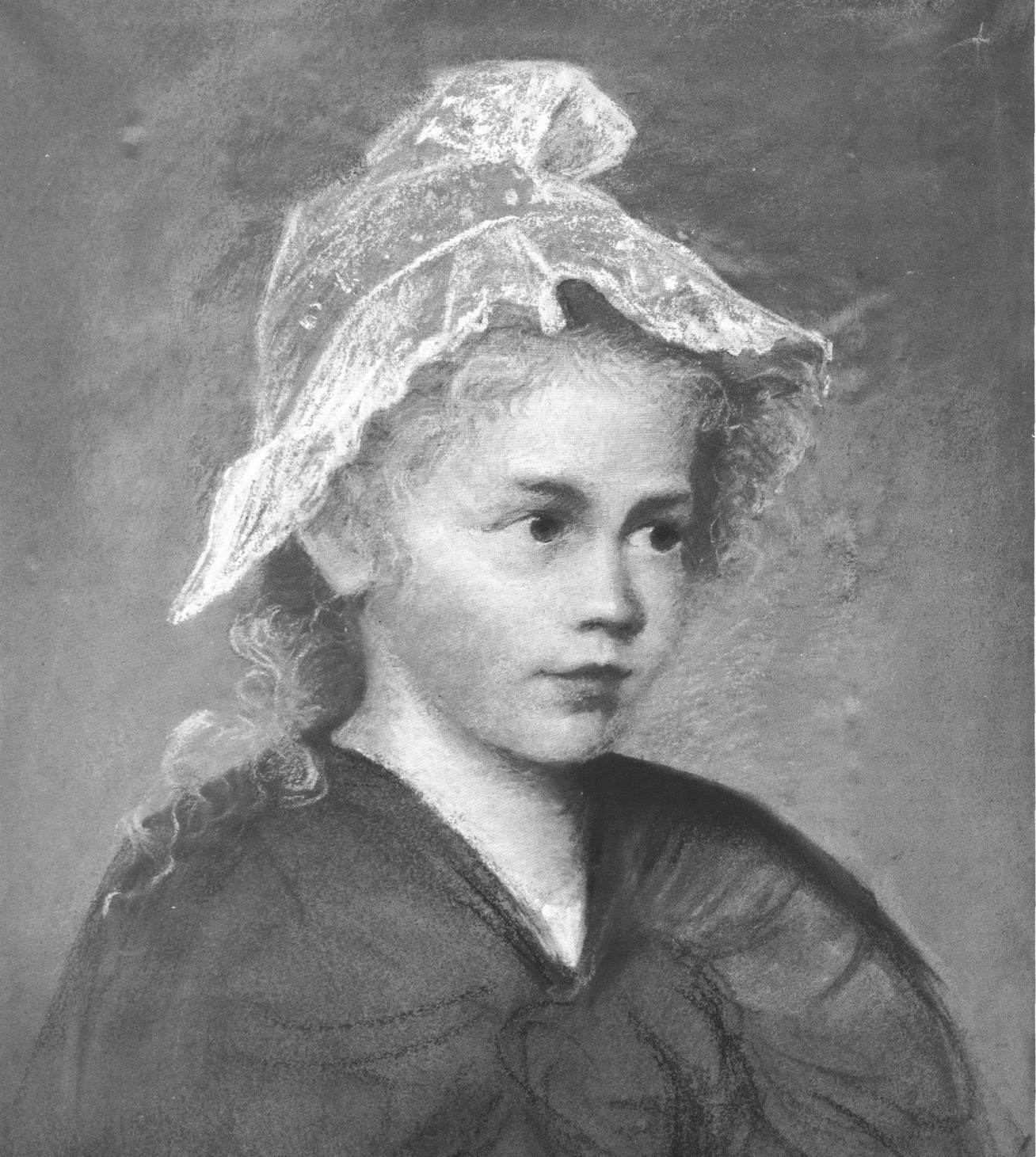
Luise Stadler: Porträt der Nichte Sarah Wilhelmine Stadler (geb. 1888), 1894

## Stadlers «Kunst- und Kunstgewerbeschule für Damen»
1899 gründete Luise Stadler in ihrer Heimatstadt die «Kunst- und Kunstgewerbeschule für Damen». Der Unterricht fand zunächst an zentraler Lage an der Börsenstrasse statt, ab 1902 dann «in vornehm-ruhiger Abgeschiedenheit» in Zürich-Hottingen, im geräumigen Ateliergebäude des im Jahr zuvor verstorbenen Malers Arnold Böcklin.
Das Lehrprogramm richtete sich nicht nur an angehende Künstlerinnen, sondern auch an künftige Ehegattinnen, die mit kunstgewerblicher Tätigkeit ihren «guten Geschmack» und «praktischen Sinn» ausbilden wollten, um schliesslich in ihrem Heim «über das Alltägliche einen Schimmer des Schönen auszubreiten». Deshalb gehörten neben Malen, Zeichnen und Bildhauerei auch zahlreiche kunstgewerbliche Fächer zum Angebot. In einer Kinderklasse wurden sowohl Mädchen als auch Knaben unterrichtet.
Zwischen 60 und 80 Schülerinnen besuchten zu jeder Zeit die stadlersche Kunstschule. Über ihre soziale Herkunft können nur Vermutungen angestellt werden, da keine Namenslisten existieren. Viele von ihnen stammten wohl aus gutbürgerlichen Zürcher Familien; es gibt aber auch Hinweise darauf, dass Ausländerinnen Stadlers Schule gerne besuchten. Eine Kursteilnehmerin, die später als Künstlerin Berühmtheit erlangte, war Helen Dahm.
Unter besonderen Umständen waren offenbar auch männliche Schüler willkommen: Otto Baumberger besuchte Kurse bei Eduard Stiefel an der Stadler-Schule.
Stadler selbst unterrichtete ihre Schülerinnen im Zeichnen und Malen von Stillleben sowie in der Darstellung von Menschen (nach Modellen, die oft kostümiert waren, und nach Gipsabgüssen). Die weiteren Lehrpersonen ihrer Schule wählte Stadler sehr sorgfältig aus: Hermann Gattiker unterrichtete von 1900 bis 1910 Landschaftsmalen und -zeichnen in freier Natur (oft in der Umgebung von Rüschlikon, wo er sein Atelier hatte). Im Winter wurden unter seiner Anleitung Raumansichten im neuen Landesmuseum geschaffen. Gattiker gab den Schülerinnen auch Einführungen in die Technik des Radierens, darstellende Geometrie und Perspektive. Der Böcklin-Schüler Ernst Würtenberger unterrichtete ab 1902 Akt- und Kopfzeichnen. Seine Vorträge über Maltechnik fanden grossen Widerhall. Zu Stadlers Lehrkörper gehörten auch die Maler Eduard Stiefel und Willy Hummel, der Bildhauer Hermann Baldin und der «Dichtermaler» Ernst Georg Rüegg.
Im Herbst wurden jeweils Werke der Schülerinnen und auch der Lehrpersonen einem breiten Publikum gezeigt. Zeitungskommentare über diese Ausstellungen fielen durchweg sehr positiv aus. Stadlers Schule genoss überhaupt einen ausgezeichneten Ruf. 1911 wurde sie gerühmt als «ein Institut, an dem von tüchtigsten Lehrern ernst gelehrt und von vielen Schülerinnen auch ernsthaft gearbeitet wird.» Die «gesunde künstlerische Pädagogik» wurde gelobt; die Schülerinnen würden individuell gefördert, so dass sie sich gemäss ihren eigenen Talenten und Neigungen entwickeln könnten. Wichtige Impulse für die fortschrittliche Unterrichtsgestaltung erhielt Stadler durch die Besichtigung führender Kunstschulen und Privatateliers in Berlin, Dresden und München.
Luise Stadler führte die Schule bis 1913; dann übernahmen der Bildhauer Otto Münch und seine Ehefrau Maria Münch-Winkel die Leitung.

Malerinnenklasse, 1911
Bildhauerinnenklasse
Kinderklasse
Keramikarbeiten